# Christian Jakob von Vogelsang
Christian Jakob Vogelsang, seit 1720 von Vogelsang (* 1703; † 28. Mai 1785 in Luxemburg), war Gouverneur der Provinz und Festung Luxemburg sowie k.k. Feldzeugmeister.

## Herkunft
Seine Eltern waren der waldecksche Oberst Christian Vogelsang und dessen Ehefrau Margaretha Regina von Stolting. Er war Generaladjutant des Fürsten von Waldeck und wurde am 24. März 1720 in den Adelsstand erhoben.

## Leben
Er ging in schwedische Dienste und diente unter dem schwedischen König Karl XII. Anschließend kam er in kurtrierische Dienste und diente als Hauptmann bei den Reichstruppen. Mit Ausbruch des österreichischen Erbfolgekriegs wechselte er in österreichische Dienste. Anschließend kämpfte er auch im Siebenjährigen Krieg. Dort war er zunächst Oberst im Infanterie-Regimente No. 3 (Karl von Lothringen). Als solcher kämpfte er in der Schlacht bei Prag und wurde dort schwer verwundet. Anschließend kämpfte er bei Breslau. Er kämpfte dort sehr tapfer und wurde dafür am 2. Februar 1758 zum Generalfeldwachtmeister befördert. Außerdem wurde er in die Elisabeth-Theresien-Stiftung aufgenommen.
Nach dem Krieg wurde er am 23. April 1764 mit Rang vom 8. Oktober 1759 zum Feldmarschall-Lieutenant befördert und am 2. Januar 1767 in die Festung Luxemburg versetzt, wo er zunächst Vertreter des Fürsten Salm-Salm wurde. Nach dem Tod von Salm-Salm wurde er 1773 Gouverneur von Luxemburg, 3. April 1784 wurde er noch mit Rang vom 5. September 1770 zum Feldzeugmeister ernannt.
Vogelsang starb im Jahr 1785 in Luxemburg.

## Familie
Vogelsang heiratete Therese von Bar. Das Paar hatte mehrere Kinder, darunter:
- Ludwig Christian Jakob (* 12. Dezember 1748; † 28. Juni 1822), FZM ⚭ Henriette Maria Viktoria Sanches de Aquilar (* 27. April 1751)[3]